# Hawkeye (videogioco)
Hawkeye è un videogioco a piattaforme e sparatutto a scorrimento orizzontale pubblicato nel 1988 per Commodore 64 e nel 1989 per Amiga e Atari ST dalla Thalamus. Si controlla un cyborg sulla superficie di un pianeta devastato dagli alieni.
L'originale per Commodore 64 venne sviluppato dai Boys Without Brains, un gruppo olandese allora attivo nella demoscene, del quale questo fu il primo videogioco commerciale.
Era annunciata anche una conversione per ZX Spectrum, mai realizzata. Era previsto inoltre il seguito Hawkeye 2, abbandonato per ragioni sconosciute dopo un parziale sviluppo.

## Modalità di gioco
Il giocatore controlla un combattente umano con innesti robotici, che corre a torso nudo, con lunghi capelli. L'ambiente è bidimensionale, a piattaforme, con scorrimento orizzontale, e si può viaggiare liberamente in entrambe le direzioni. Lo scorrimento ha un effetto di parallasse, ma soltanto a due livelli, il primo piano e lo sfondo fisso. Il protagonista può correre, saltare a varie ampiezze, accovacciarsi, e sparare in orizzontale con quattro armi intercambiabili. Si dispone di pistola con munizioni illimitate e di mitra, laser e lanciarazzi, che sono più potenti, ma hanno munizioni limitate. L'arma attuale è evidenziata da un'icona e si può cambiare con comandi del joystick oltre che con i tasti. Ci sono in tutto dodici livelli, con ambientazioni sempre diverse, fatte di costruzioni e rovine, e con avversari variabili.
I nemici sono diversi tipi di creature animalesche, grandi e piccole, che camminano, volano, e talvolta spuntano da sottoterra, tra cui uccelli, dinosauri e mostricciattoli non meglio definibili. Toccandoli si perde gradualmente energia vitale, mentre se si precipita in un'apertura sul fondo dello scenario si perde direttamente una vita.
Si possono trovare ricariche di munizioni per ciascuna delle tre armi maggiori e ricariche di energia. Il tutto viene ricaricato anche dopo il completamento di ogni livello (su Commodore 64 c'è un intermezzo dove l'eroe entra in un dispositivo rigenerante).
L'obiettivo di ogni livello è trovare e raccogliere quattro componenti e infine uscire all'estremità destra dello scenario. Le componenti e i vari power-up sono disposti in modo casuale e compaiono uno alla volta, per cui è spesso necessario viaggiare avanti e indietro per lo scenario per raccoglierli tutti. Nel pannello informativo posto in cima allo schermo, oltre ai vari indicatori di stato, ci sono due teste di falco ai lati; se l'occhio del falco di sinistra lampeggia, significa che il prossimo oggetto è situato da qualche parte alla sinistra dall'eroe, e viceversa.
La versione Commodore 64 ha un'elaborata colonna sonora, tra cui musica nella schermata di caricamento, con missaggio impostabile via joystick dal giocatore. Nelle conversioni manca questa particolarità, così come manca la colonna sonora durante la partita. Unica del Commodore 64 è anche un'introduzione dove un volto di alieno racconta l'antefatto, con testo e piccole immagini.

## Accoglienza
L'Hawkeye originale per Commodore 64 ebbe un buon successo, soprattutto grazie all'aspetto estetico e alla cura nei particolari. Ricevette parecchie recensioni molto buone dalla stampa europea, ma con qualche eccezione dal punto di vista della giocabilità. Va detto tuttavia che il voto particolarmente alto (96%) con "medaglia d'oro" di gioco del mese dato dalla rivista britannica Zzap!64 (e da Zzap! italiana, il cui articolo in questo caso era la traduzione di quello britannico) fu fazioso, in quanto la rivista e la Thalamus appartenevano allo stesso gruppo; il giornalista ha ammesso che solo in questo caso si lasciò condizionare nel giudizio. Anche Zzap! italiana, in un numero successivo, ammise di essere stata tratta in inganno e che l'articolo tradotto era evidentemente di parte; dopo aver potuto visionare il gioco, la redazione italiana non lo considerava affatto meritevole di medaglia, sebbene ottimo graficamente.
Le conversioni Amiga e Atari ST, piuttosto simili tra loro, ebbero invece un'accoglienza più moderata e variabile, a volte venendo anche esplicitamente giudicate peggiori dell'originale per Commodore 64, specialmente in rapporto alle superiori capacità delle macchine.